# Sutra (hinduismo)
Un sutra o sūtra (‘hilo’) es un aforismo (o línea, regla, fórmula) o una colección de tales aforismos, en forma de manual, o —en términos más generales—, un texto en el hinduismo o el budismo (ver sutta budista).

## Nombre y etimología
- sūtra, en el sistema AITS (alfabeto internacional para la transliteración del sánscrito).[1]
- सूत्र, en escritura devanagari del sánscrito.[1]
- Pronunciación: /sútra/.[1]
- Etimología: el sustantivo sūtra (‘hilo’, aforismo) proviene del verbo sūtr (enlazar con un hilo que mantiene las cosas juntas, hacer un collar con abalorios, encadenar, idear, realizar, producir, componer).[1] Este deriva del verbo siv (‘coser’), que produjo por ejemplo el sustantivo sívani (‘frenillo del prepucio’ de un varón, o ‘rafe’ o línea debajo del ano de un caballo, ‘perineo’ o línea entre el ano y los genitales en los seres humanos). Esta palabra sánscrita deriva del indoeuropeo (antiquísimo idioma de Asia Central y Ucrania) siH o syuH (‘coser’), que en Europa produjo
  - el griego κασσύω = κατα-συω
  - el latín sutor o suere
  - el español "sutura".
  - el eslavo šiti
  - el gótico siujan
  - el anglosajón seówian
  - el inglés sew (/siú/).

## Contenido
En el hinduismo, el sutra denota un tipo distinto de composición literaria, basada en breves declaraciones aforísticas, generalmente utilizando diversos términos técnicos. Esta forma literaria fue diseñada para la concisión, ya que los textos estaban destinados a ser memorizados por los alumnos en algunos de los métodos formales de estudio memorístico (en sánscrito: suadhiaia, repetición para sí mismo). Debido a que cada línea está muy condensada, surgió otra forma literaria, el bhashia (‘comentario’) como agregado explicativo de los sutras.
Entre los sutras hindúes más importantes, destacan el Brahma sutra y el Yoga sutra.